# جماعة العصور
تأسست جماعة العصور في بدايات القرن العشرين في مصر وتعتبر أول جماعة فكرية معاصرة في العالم العربي انتهجت نقد الفكر الديني.
مؤسس هذه الجماعة والناطق باسمها إسماعيل مظهر. صدرت المجلة في عام 1927 وما أن صدرت حتى أصبحت منبر لكثير من الكتاب المتحررين في مصر والعالم العربي مثل حسين محمود وعمر عناية والشاعر العراقي المعروف جميل صدقي الزهاوي وأنور شاؤول الشاعر العراقي اليهودي من بغداد.
توقفت المجلة عن الصدور عام 1931 إثر الأزمة الاقتصادية العالمية أو ما يعرف بالكساد الكبير عام 1930 والذ أثر على الاقتصاد المصري مما اضطر إسماعيل مظهر لإغلاق المجلة التي لم يدم صدورها إلا أربع سنوات.